# Oxyserphus baini
Oxyserphus baini är en stekelart som beskrevs av Townes in Townes och Henry Keith Townes, Jr. 1981. Oxyserphus baini ingår i släktet Oxyserphus och familjen svartsteklar. Inga underarter finns listade i Catalogue of Life.